# Программное искусство

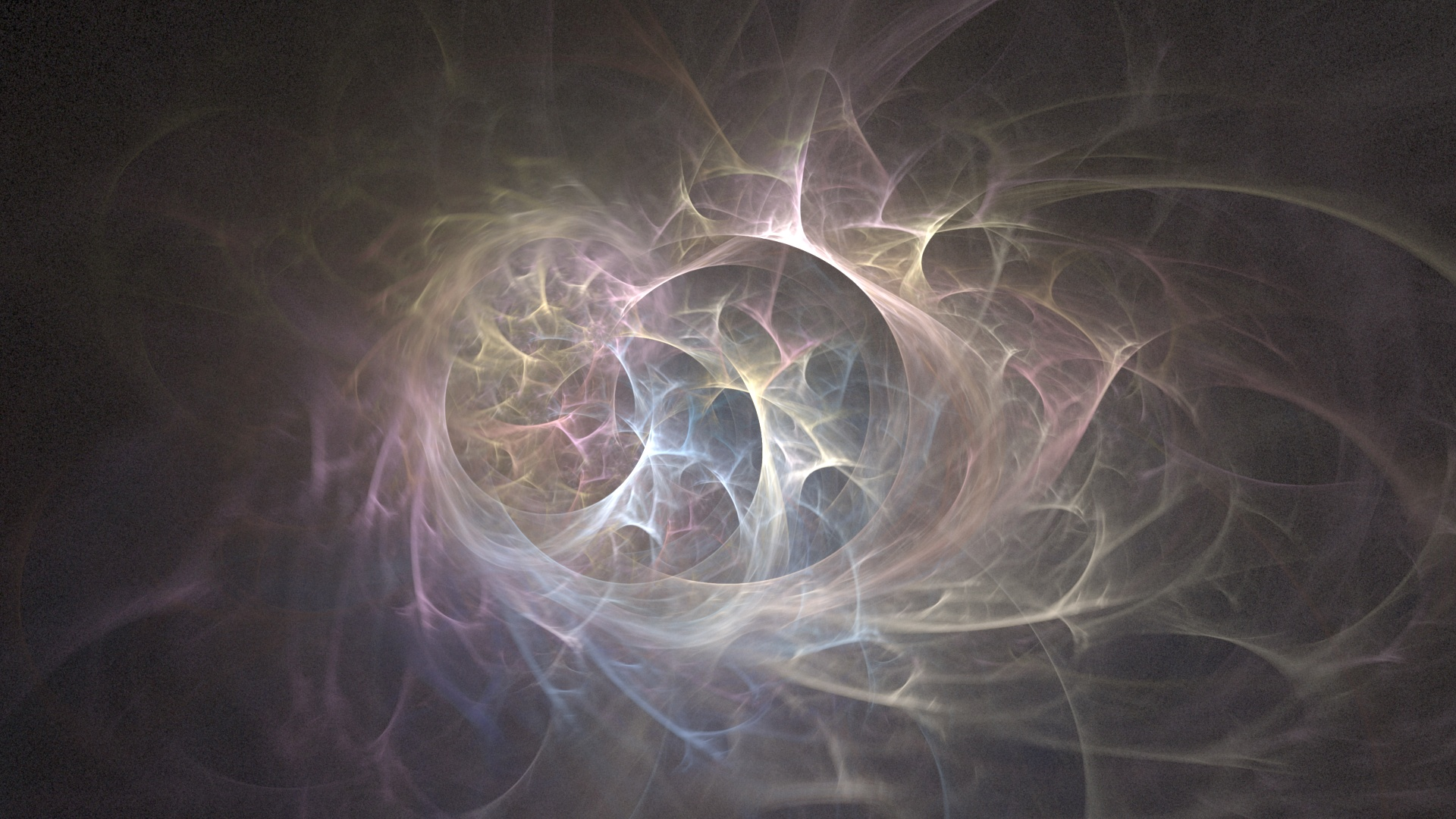
«Electric Sheep», Скотт Дрейвс, 1999

Программное искусство (software art) — это разновидность современного искусства, в которой художник непосредственно выступает программистом и создает программный код (в отличие от других видов цифрового искусства, где художник пользуется готовым программным обеспечением). Понятие «Программное искусство» было введено как попытка описать художественный, не функциональный, рефлексивный и умозрительный подход к программированию.

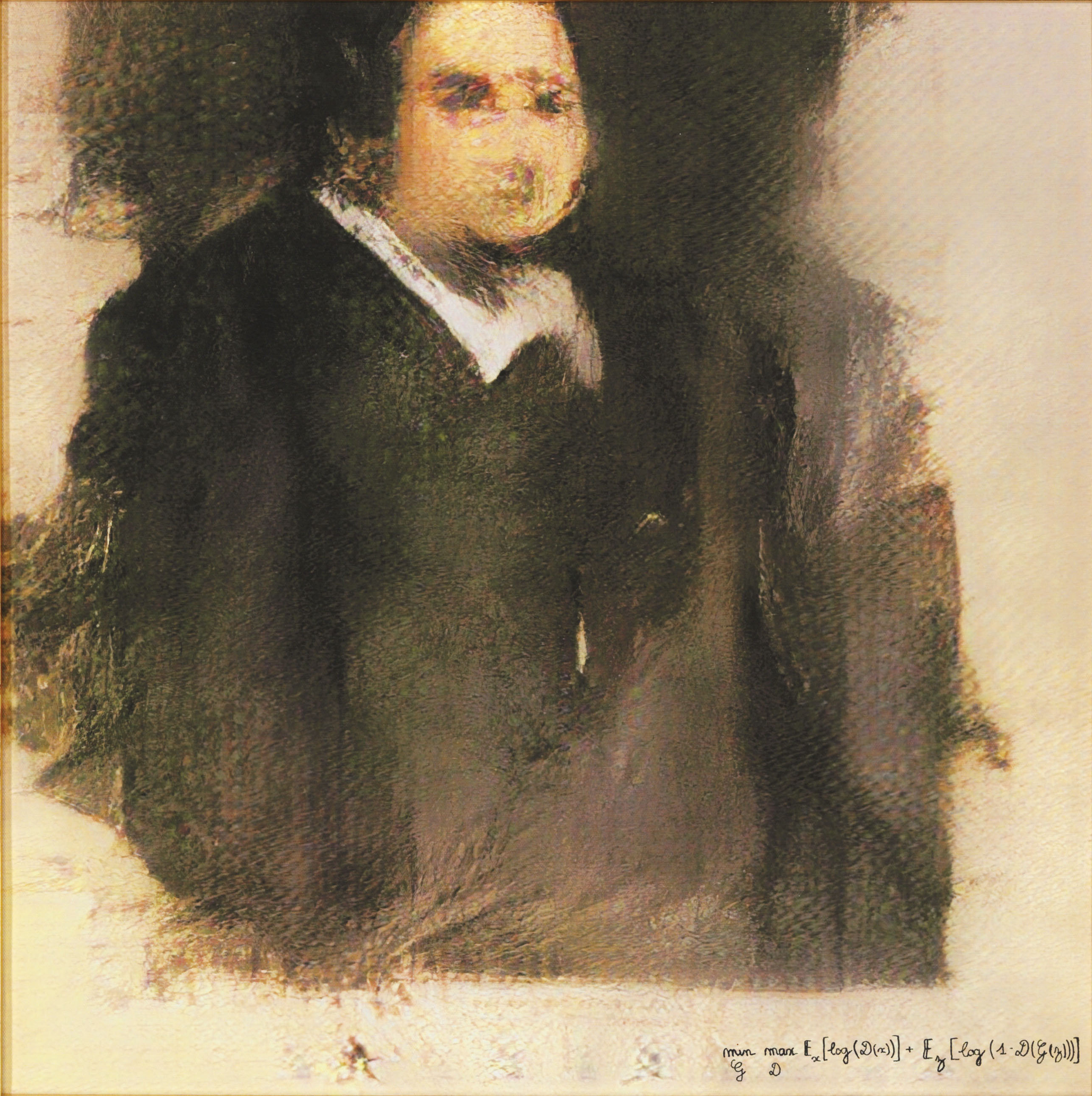
Картина «Портрет Эдмона Белами», созданная с помощью генеративно-состязательной сети.

Примером программного искусства может послужить программа forkbomb.pl (2001) Алекса Маклина, которая создаёт художественный отпечаток компьютерной системы пользователя. Алекс также известен тем, что занимается программированием (лайв-кодингом) как музыкальной практикой.
Диана Смит создала изображения в стиле классической живописи, однако полностью написанные на языках html и css. Особенности языков приводят к тому, что картины выглядят по-разному в зависимости от браузера зрителя.
В программном искусстве всё большую роль начинают играть нейросети. Так, в 2018 году на аукционе Christieʼs продали картину «Портрет Эдмона Белами», созданную искусственным интеллектом. Французский коллектив Obvious, создавший алгоритм, обучил его на 15 тысячах портретов XIV—XX веков. Другой пример работы с нейросетями в искусстве — инсталляция «Receptor», показанной на выставке ARS17 в Киасме Томаса Лайтинена. В ней Лайтинен использует механизм искусственного интеллекта, созданный с помощью настраиваемой нейронной сети. Художник обучил нейросеть примерно 30 работами Сэмюэля Беккета, в результате чего та и проводит свои дискуссии, используя алгоритм, который изучил стиль романтической литературы.